# Albert Rieger (Maler, 1834)

Albert Rieger

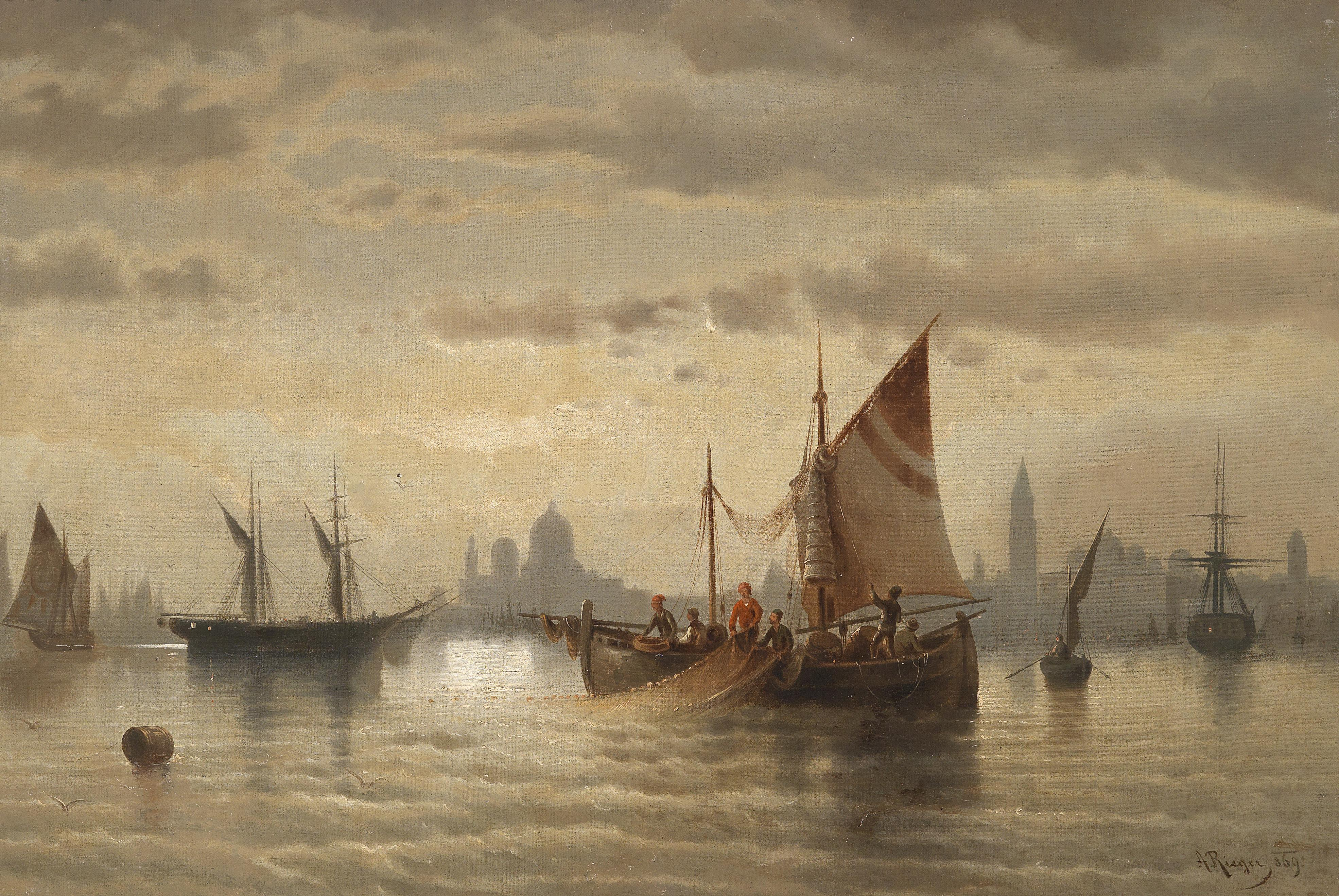
Segelschiffe vor Venedig

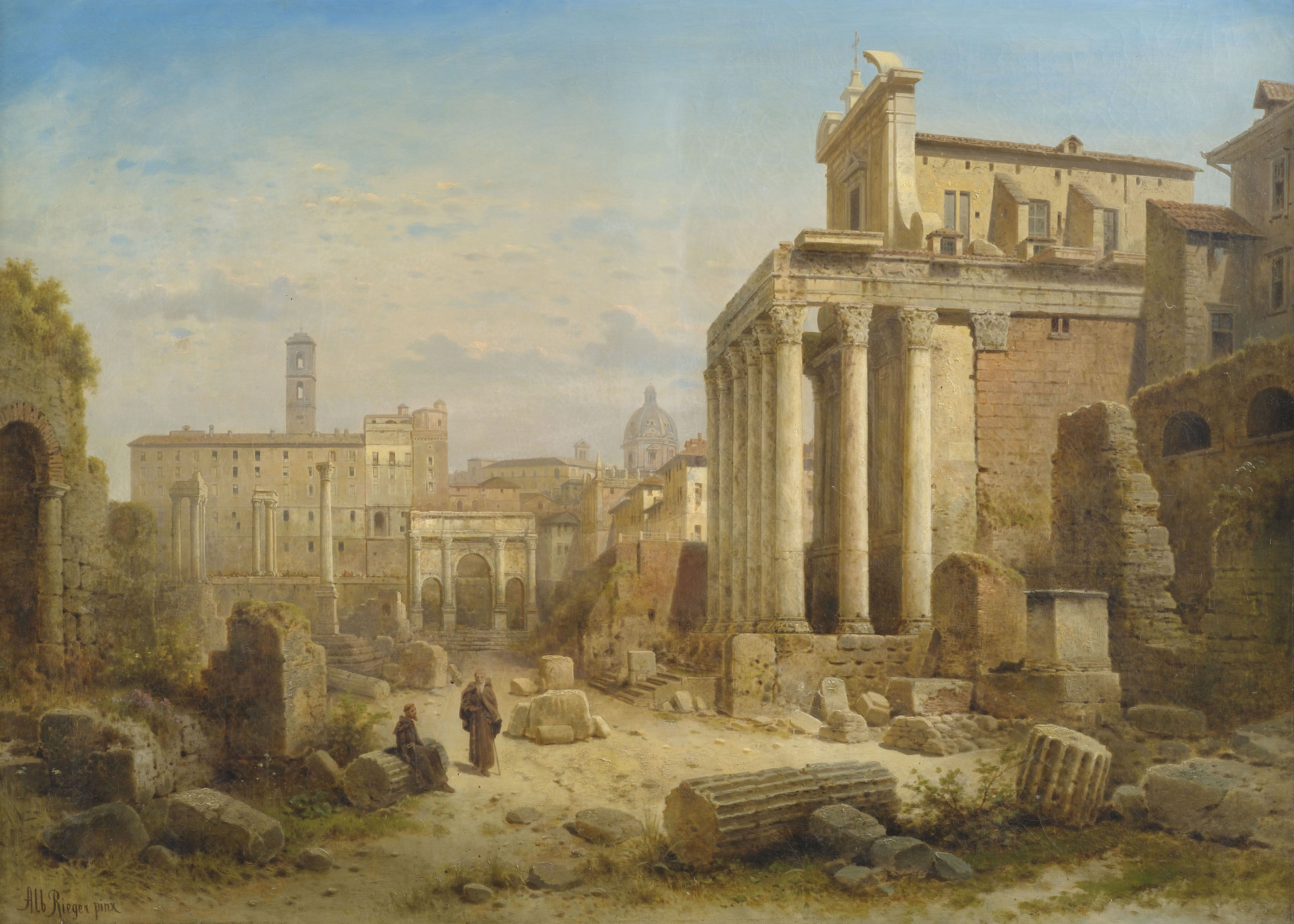
Forum Romanum

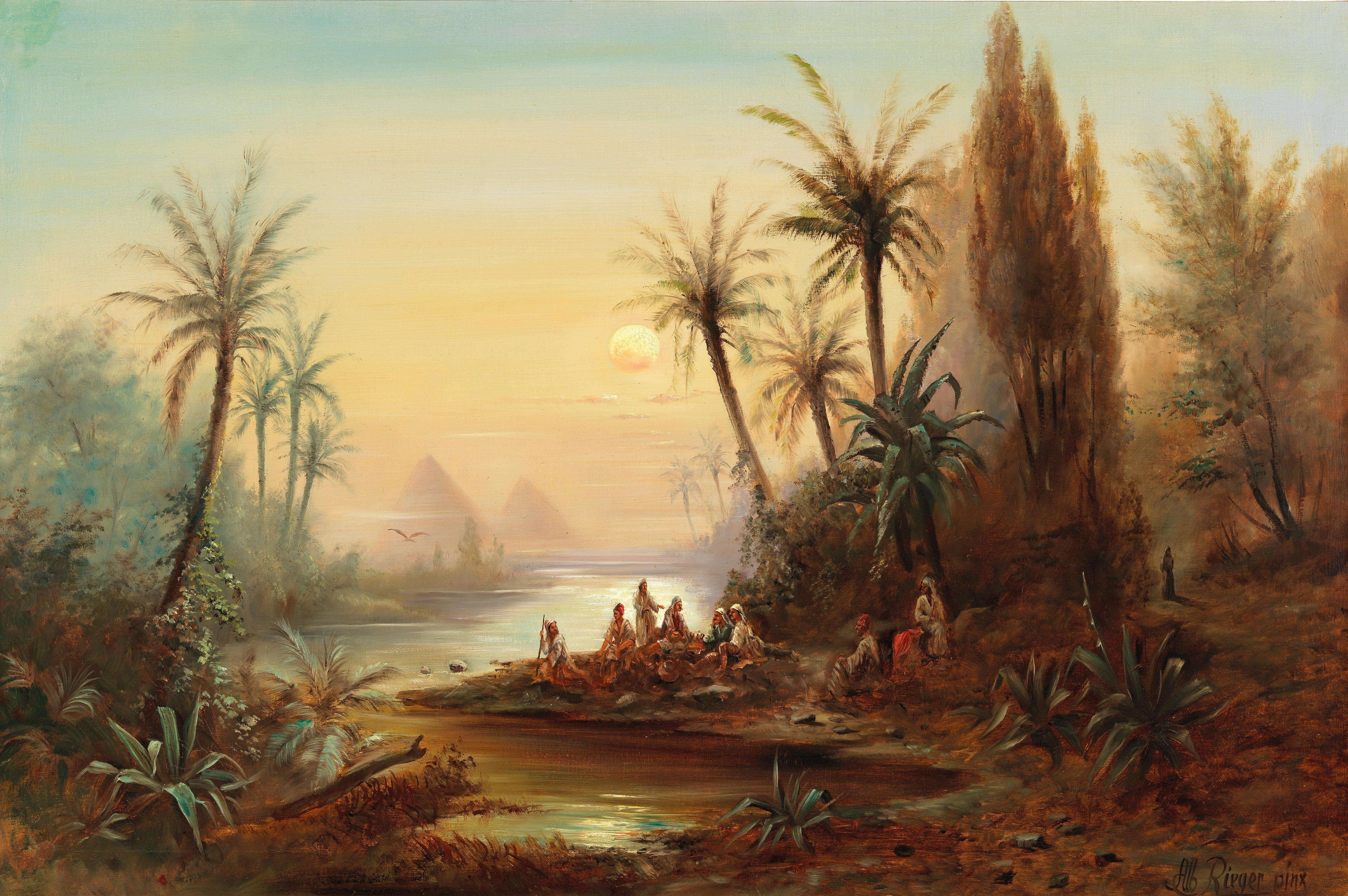
Abendstimmung am Nil

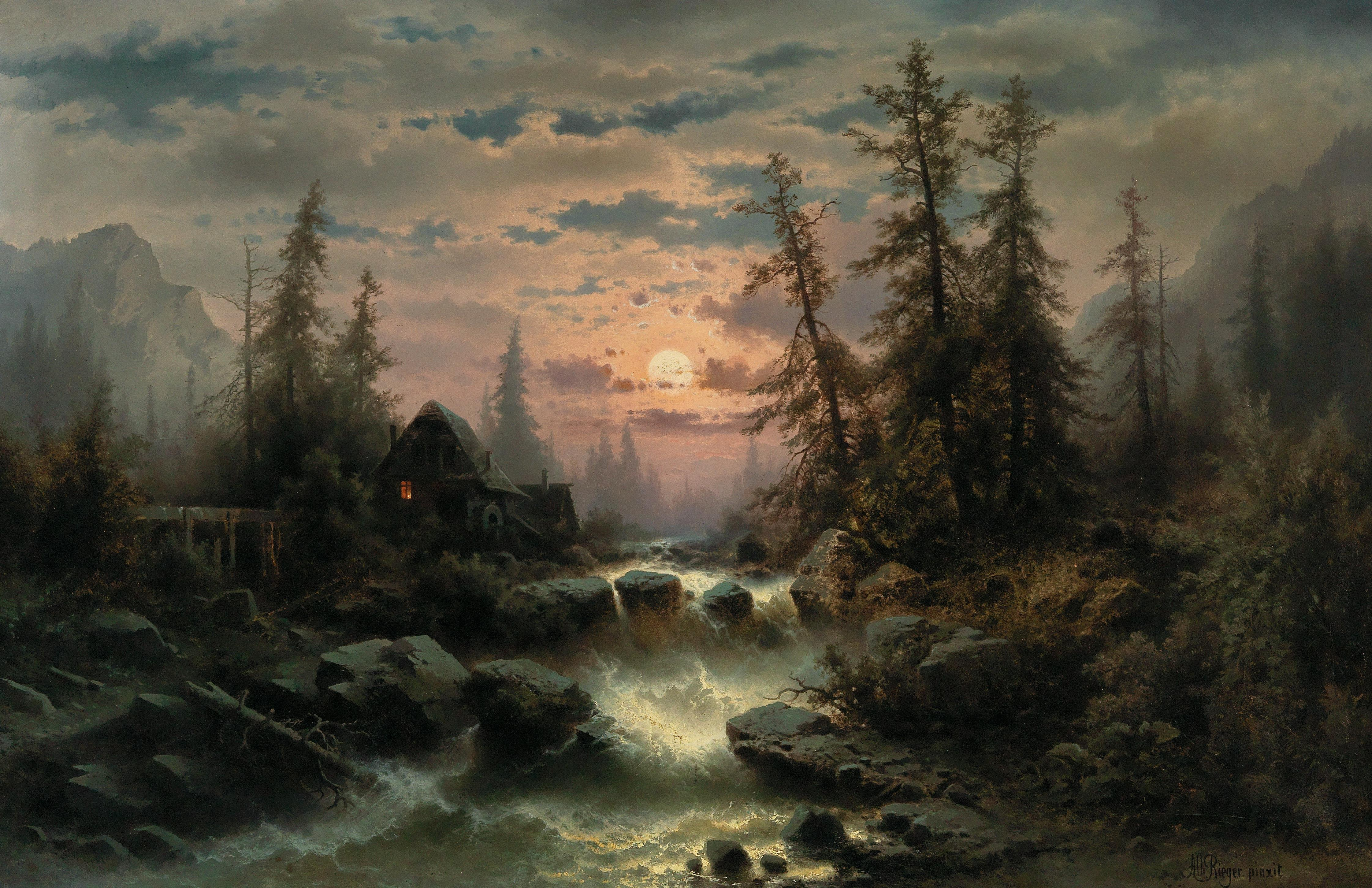
Bergfluss bei Mondlicht

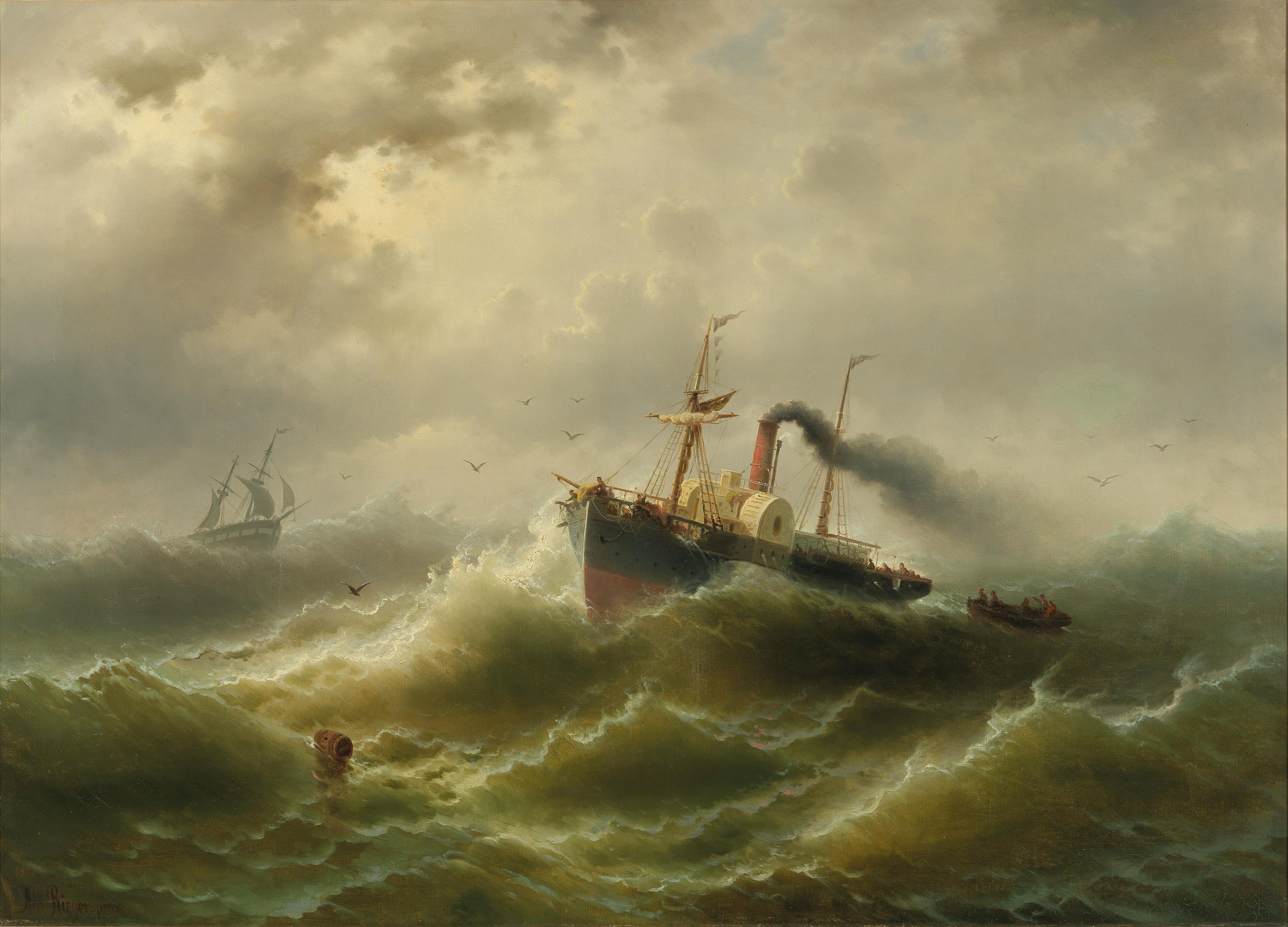
Dampfschiff in stürmischer Nordsee

Albert Rieger (* 6. Mai 1834 in Triest, Österreich-Ungarn; † 5. Februar 1905 in Wien) war ein österreichischer Landschaftsmaler.

## Leben
Albert Rieger hatte seine künstlerische Ausbildung zunächst bei seinem Vater, dem Landschafts- und Marinemaler Giuseppe Rieger sowie bei Bernhard Fiedler in Triest erhalten. Ab 1868 lebte er in Wien, wo er sich dem Künstlerverein anschloss, auf dessen Ausstellungen er regelmäßig mit eigenen Werken vertreten war. Noch im Jahr 1868 verlieh ihm Kaiser Franz Joseph für seine Ansicht von Wien aus der Vogelperspektive die k. u. k. goldene Medaille für Kunst und Wissenschaft.
Auf zahlreichen Reisen in Europa und im Orient schuf Rieger eine Vielzahl von Landschaftsdarstellungen mit romantischer, oft märchenhafter Grundstimmung. Eine Besprechung der Wiener Kunstausstellung 1873 nennt Albert Rieger, „einen Idealisten, dem es nicht selten gelingt, die Schönheit der landschaftlichen Natur mit Glück zu erhöhen,“ und dessen „Gemälde ... durch einen schimmernden gelben Ton und die Lichtfluth, in welche sie getaucht erscheinen, bestechen.“

## Werke
- Ruinen von Athen
- Forum Romanum
- Wasserfall in den Pyrenäen
- Mondnacht am Genfersee (Schloss Chillon)
- Seesturm an der Küste Norwegens
- Gewitterstimmung an den Ufern der Donau
- Küstenlandschaft in Istrien
- Segelschiffe vor Venedig
- Landschaft bei Regenstimmung (Südtirol)
- Waldlandschaft bei Sonnenuntergang
- Sommerabend bei Florenz
- Erster Blick auf das adriatische Meer bei Nabresina
- Sonnenuntergang in den Apenninen
- Blick auf das mittelländische Meer
- Gewitterstimmung im Chamounixtal
- Am Starnberger See bei Regenstimmung
- Polarnacht bei Spitzbergen
- Sonnenuntergang bei Monaco
- Regenstimmung, Partie aus dem Küstenlande
- An den Ufern des Traunsees
- Wasserfall bei Mondschein
- Herbstabend im Prater
- Park am Bosporus (Chateau genois) bei Constantinopel
- Mondnachtpartie in der Schweiz (Mühle am Wasserfall)
- Badende Nymphen
- Schloss Miramare
- Das alte Schloss Hohenbaden
- Schiffbruch an der norwegischen Küste
- An den Ufern Helgolands
- Partie aus Oberitalien, Heuernte
- Grabstätte der Königin Waldlieb
- Sommernacht in Venedig
- Dampfschiff in stürmischer Nordsee
- Wildbach bei Ungewitter
- Weihnachtsabend in den Alpen
- An der Küste Dalmatiens
- Die Höhlen von San Cantian
- Waldfriede
- Waldlandschaft
- Bewegte See an der Küste von Dalmatien
- Landschaft aus den Apenninen mit Wasserfall
- Fischerbarken im Golf von Triest
- Mondnacht in Penzing bei Wien
- Gebirgslandschaft aus der Südschweiz
- Wildbach in der Südschweiz
- Aus dem Chamounixtal
- Ruinen des Königstempels Sadi d’Ahar in Indien
- Wildbach bei Gewitter
- Wildbach bei Mondschein
- Im Gesäuse bei Gstatterboden
- Partie aus Kärnten mit Wirtshaus am Bach
- Alpenlandschaft mit Wassermühle unter hohen Tannen
- Hochgebirgslandschaft mit Schloss auf einem Felsen